# Jon Vitti
Jon Vitti (n. 1960) es un escritor, reconocido por su trabajo como guionista en la serie de televisión Los Simpson. También ha escrito episodios para las series King of the Hill y The Critic, fue el guionista principal de The Angry Birds Movie y trabajó como consultor en muchas películas animadas, incluyendo a La Era de Hielo (2002) y Robots (2005). Fue uno de los once escritores de Los Simpson: la película y también responsable de la adaptación de la película Alvin and the Chipmunks, cuyo guion fue escrito por él.

## Carrera
Vitti se graduó de la Universidad de Harvard, en donde escribió y fue presidente junto con Mike Reiss de la revista universitaria Harvard Lampoon. Antes de sumarse a Los Simpson, tuvo una breve participación en Saturday Night Live. Describió sus experiencias en un comentario de DVD como «un año muy poco feliz». Después de abandonar su puesto de guionista en Los Simpson, en la cuarta temporada del programa, Vitti escribió episodios para las series de HBO The Larry Sanders Show y Da Ali G Show.
En ocasiones, su nombre aparece en los créditos de los programas como John Vitti.
Es el segundo guionista que más episodios ha escrito de Los Simpson; sus 25 episodios lo ubican detrás de John Swartzwelder, quien escribió 59 episodios.
También ha utilizado el seudónimo Penny Wise. Vitti usó este seudónimo para los episodios Another Simpsons Clip Show y The Simpsons 138th Episode Spectacular ya que no quería aparecer en los créditos por haber escrito un episodio de refritos, tal como dejó expresado en un comentario de DVD de Los Simpson. Pese a esto, su nombre ha aparecido tal como es en los créditos del primer episodio de refritos de la serie, So It's Come to This: A Simpsons Clip Show.
Su esposa, Ann, es la hermana de su colega George Meyer, también guionista de Los Simpson.

## Créditos

### Episodios deLos Simpson
Jon Vitti ha escrito los siguientes episodios de la serie animada:
- «Bart the Genius»
- «Homer's Night Out»
- «The Crepes of Wrath»
- «Simpson And Delilah»
- «Bart's Dog Gets An F»
- «Lisa's Substitute»
- «When Flanders Failed»
- «Burns Verkaufen der Kraftwerk»
- «Radio Bart»
- «Bart the Lover»
- «Black Widower»
- «The Simpsons' Halloween Special III»
- «Mr. Plow»
- «Brother from the Same Planet»
- «So It's Come to This: A Simpsons Clip Show»
- «Cape Feare»
- «Another Simpsons Clip Show»
- «Home Sweet Homediddly-Dum-Doodily»
- «The Simpsons 138th Episode Spectacular»
- «The Old Man and the Key»
- «Weekend at Burnsie's»
- «Little Girl in the Big Ten»
- «Marge vs. Singles, Seniors, Childless Couples and Teens, and Gays»
- «Simple Simpson»
- «Sleeping with the Enemy»

### Como guionista
- Angry Birds: La película (2016)